# Meria tripunctata
Meria tripunctata ist ein Hautflügler aus der Familie der Rollwespen (Tiphiidae).

## Merkmale
Die Wespen haben eine Körperlänge von 6 bis 10 Millimetern (Weibchen) bzw. 10 bis 15 Millimetern (Männchen). Der Kopf, der Thorax und die hinteren Segmente des Hinterleibs sind überwiegend schwarz gefärbt; die Mandibeln, der Vorderrand der Stirnplatte (Clypeus), das Pronotum und die vorderen Segmente des Hinterleibs sowie teilweise die Fühler und Tarsen sind rot. Der gesamte Körper ist glatt, glänzend und vereinzelt punktförmig strukturiert sowie locker behaart. Die Tergite zwei bis vier sind seitlich mit weißlichen Flecken versehen. Die Flügel besitzen zwei Diskoidalzellen und drei Cubitalzellen, von denen die mittlere sehr klein und nach vorne gestielt ist. Die Männchen haben einen schlanken, schwarzen Körper mit gelber Zeichnung auf den Mandibeln, der Stirnplatte, dem Pronotum, Mesonotum sowie an den Endrändern der Tergite und den Beinen. Das Pronotum trägt vorne eine aufgestellte Lamelle. Die Vorderflügel besitzen zwei Diskoidalzellen und drei normal ausgebildete Cubitalzellen. 

## Vorkommen und Lebensweise
Die Art ist in Südeuropa und vereinzelt in Mitteleuropa verbreitet. Die Larven sind Parasitoide der Larven von Schwarzkäfern (Tenebrionidae). Die Weibchen paralysieren die Wirtslarven mit einem Stich, belegen sie mit einem Ei und vergraben sie. Sie sollen die Käferlarven aber auch im Boden aufspüren. 

## Belege
F. Amiet: Fauna Helvetica 23: Vespoidea 1. Centre Suisse de Cartographie de la Faune, 2008, ISBN 978-2-88414-035-5.